# Heinrich Jobst
Heinrich Jobst (* 6. Oktober 1874 in Schönlind, Oberpfalz; † 10. Februar 1943 in Darmstadt) war ein deutscher Bildhauer und Medailleur. Von 1907 bis 1914 war er Mitglied der Darmstädter Künstlerkolonie.

## Leben

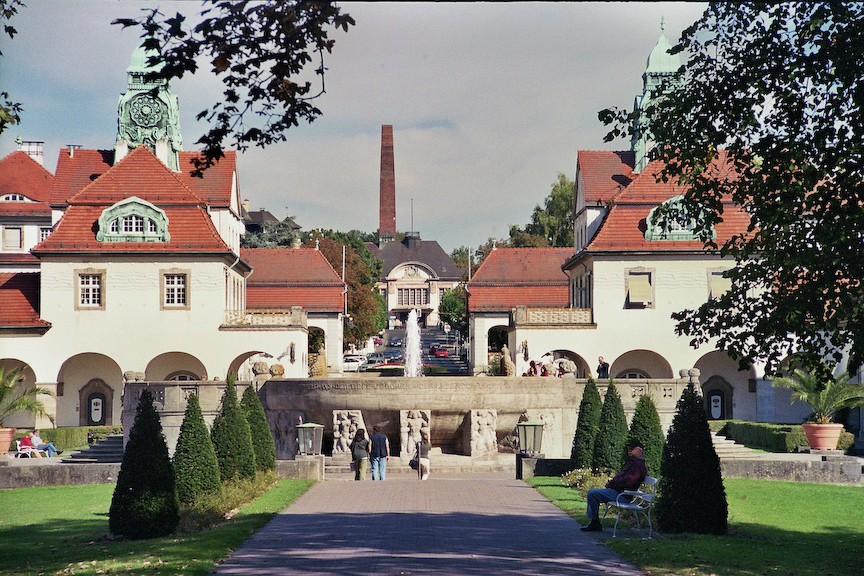
Sprudelhof Bad Nauheim (* 1911)

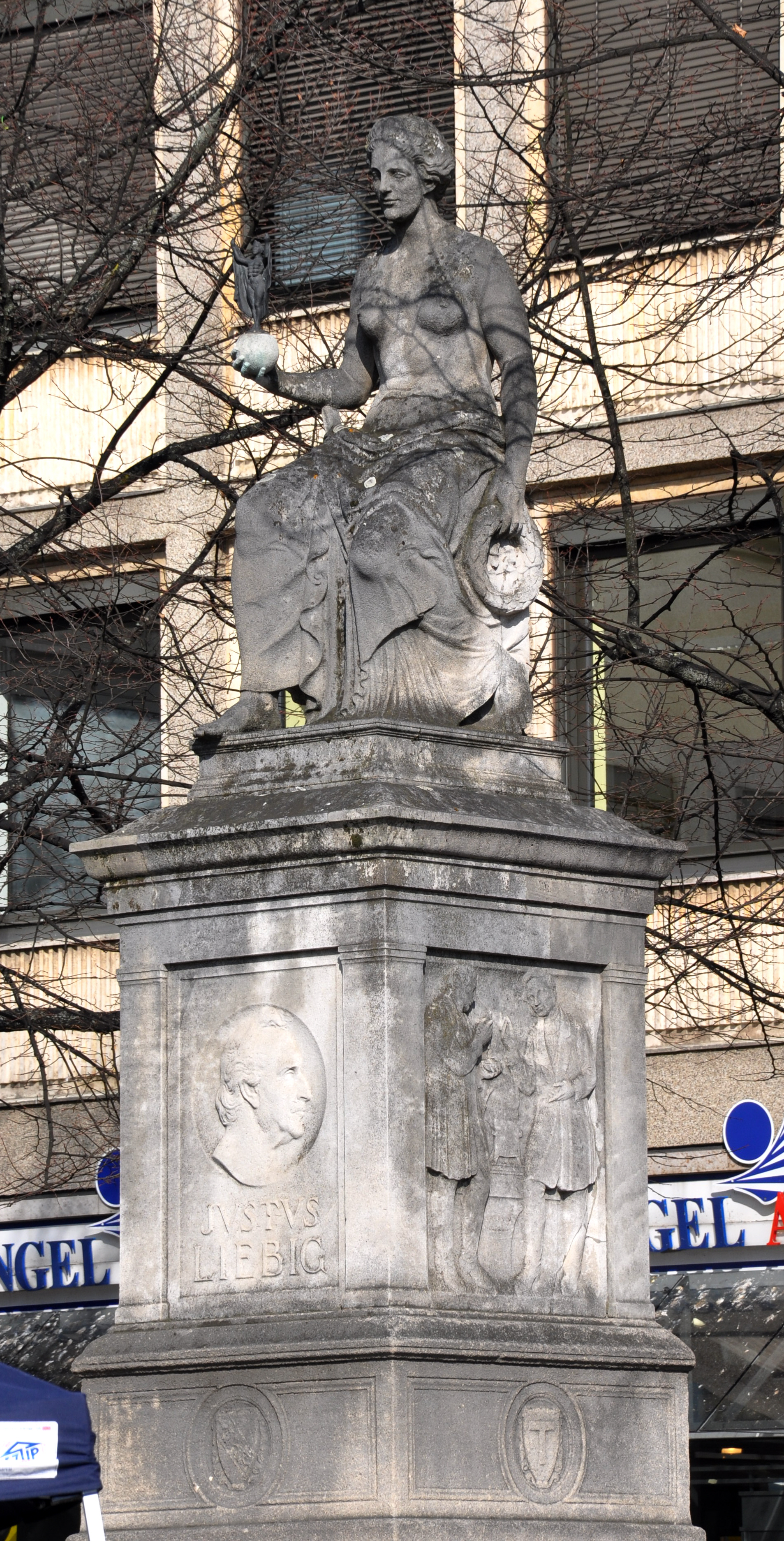
Liebig-Denkmal in Darmstadt (* 1913)

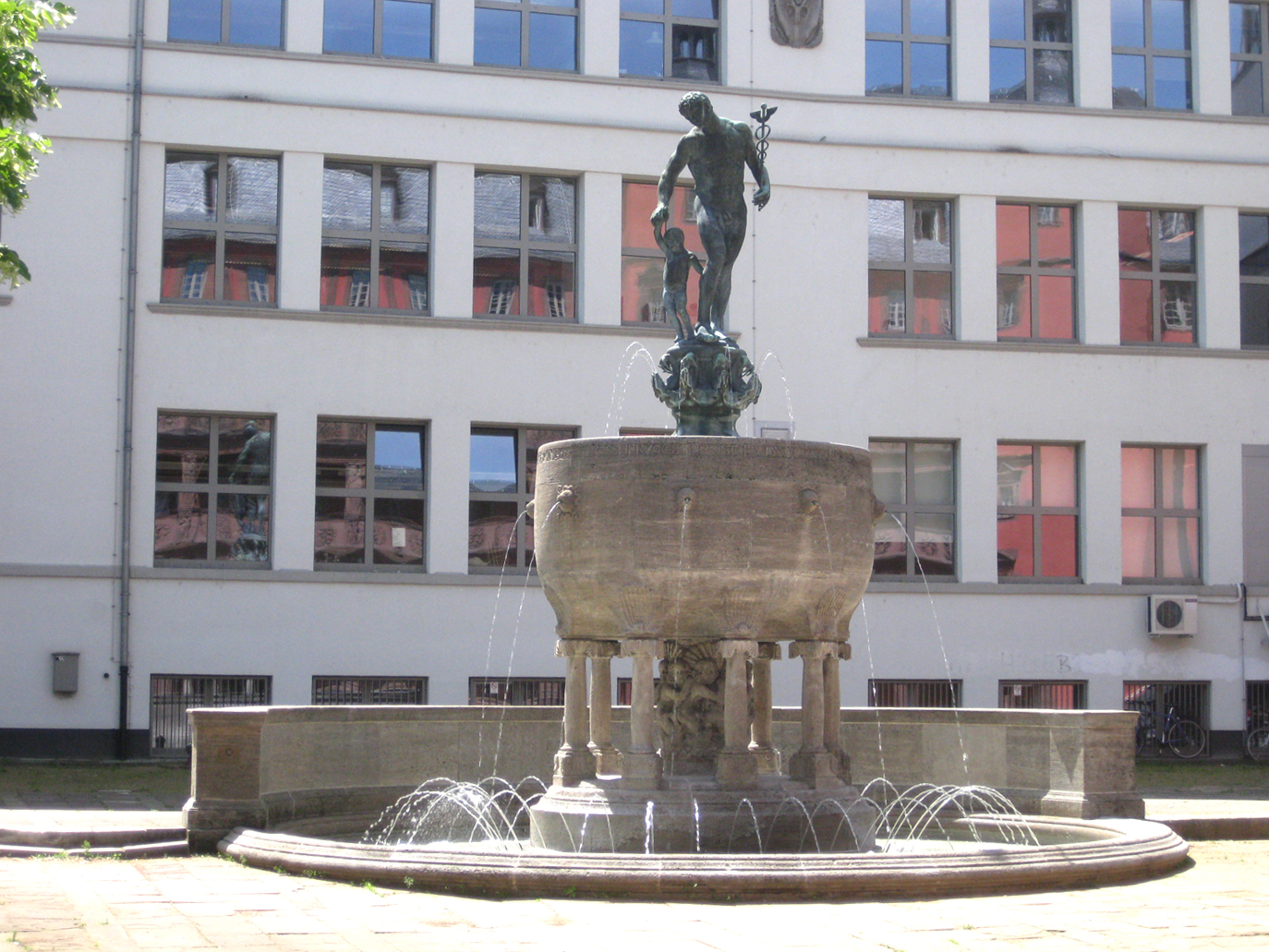
Ludo-Mayer-Brunnen, Offenbach (* 1915)

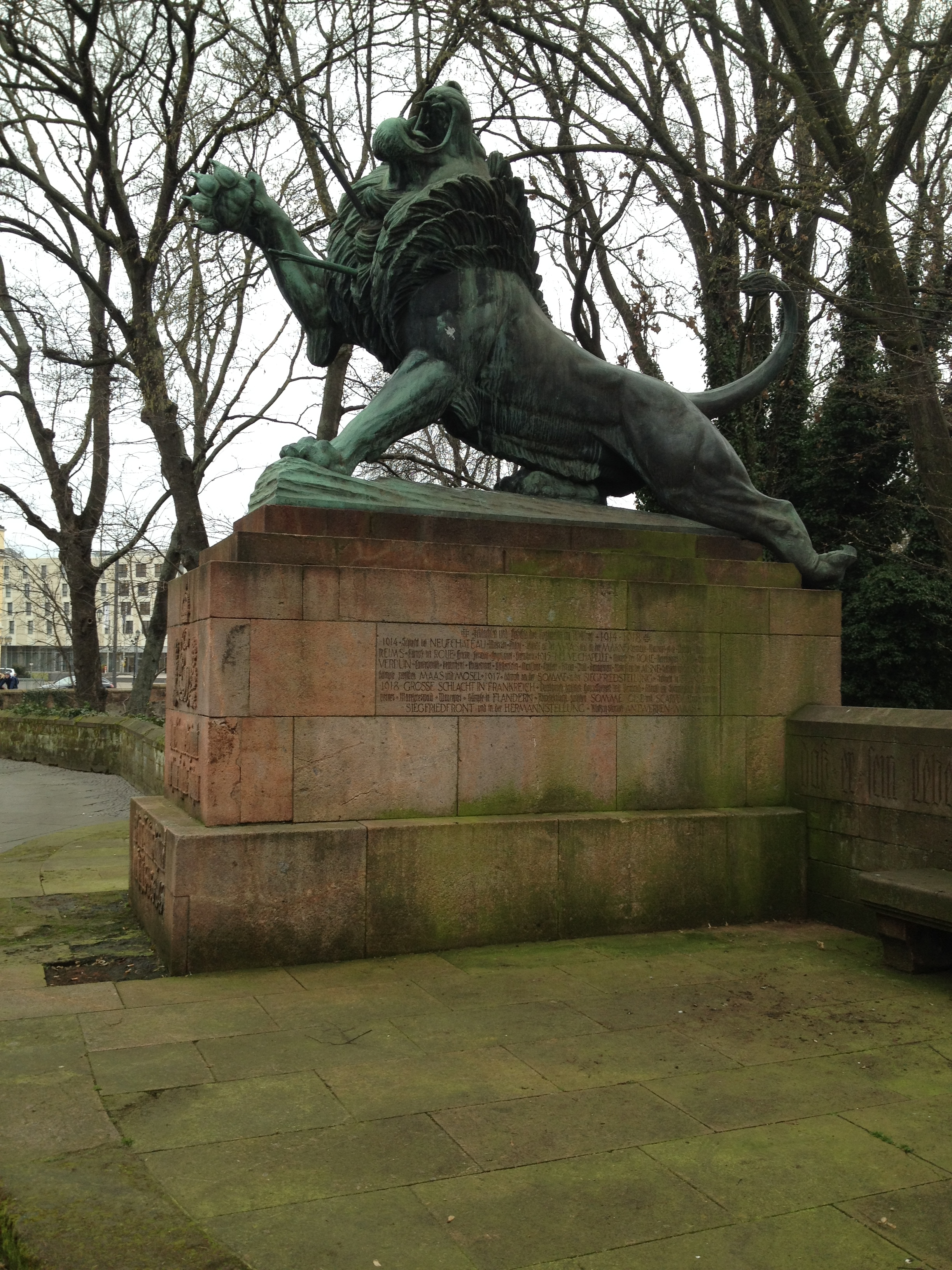
Leibgardistendenkmal am Schloßgraben (* 1928)

Jobst war der Sohn des Steinmetzes Josef Jobst und seiner Ehefrau Thekla geb. Weindler. Mit sechs Jahren kam Jobst nach München. Ab 1888 machte er eine Lehre beim Bildhauer Johann Nepomuk Hautmann (1820–1903). Vom 10. November 1896 bis 1898 studierte er an der Akademie der bildenden Künste München bei Syrius Eberle. Von 1898 bis 1900 war er Gehilfe bei Rudolf Maison (1854–1904) und Jakob Bradl. Danach war er Mitarbeiter bei Georg Wrba. Parallel war er Assistent an der Städtischen Kunstgewerbeschule München. 1901 erhielt er eine Anstellung als Fachlehrer an der Kunstgewerbeschule München. 1906 wurde er durch Großherzog Ernst Ludwig von Hessen und bei Rhein als Mitglied der Darmstädter Künstlerkolonie berufen. Jobst wurde Nachfolger von Ludwig Habich, der nach Stuttgart gegangen war. Er nahm an der Hessischen Landesausstellung 1908 in Darmstadt teil und lehrte ab 1909 als Professor für Plastik im Großherzoglichen Lehratelier für angewandte Kunst bis zu dessen Auflösung im Jahre 1911.
Bald nach seiner Ankunft erhielt Jobst den Auftrag für den Triton-Brunnen vor der Landeshypothekenbank am Paulusplatz. Jobst pflegte eine enge Freundschaft mit dem Architekten und Architekturprofessor an der TH Darmstadt Paul Meissner.
Heinrich Jobst war mit zahlreichen Künstlern freundschaftlich verbunden. Dazu gehörten u. a. Karl Killer, Ernst Riegel, Christian Heinrich Kleukens und Jakob Julius Scharvogel. Daneben pflegte er enge Beziehungen zu den Architekten Friedrich Pützer und August Buxbaum. Er war Mitglied im Deutschen Künstlerbund.
Von Jobst stammen sowohl der monumentale Löwe des Leibgardistendenkmals am Darmstädter Schloßgraben, als auch gegenüber die Löwen vor dem Hessischen Landesmuseum. Außerdem hat er zahlreiche Büsten des Großherzogs und von Personen des öffentlichen Lebens in Darmstadt entworfen. Darüber hinaus hat er viele Reliefs, Denkmäler und Gedenktafeln gestaltet.
Jobst war ein sehr vielseitiger Künstler. Er arbeitete nicht nur in Stein, sondern auch in Terracotta, Bisquitporzellan, Gold, Silber, Bronze, Kupfer, Eisen und Holz.
Heinrich Jobst war seit 1924 mit Felicitas geb. Fehr (1896–1971) verheiratet. Aus der Ehe gingen drei Söhne (Heinz, Peter und Wolfgang) und eine Tochter hervor. Jobst starb am 10. Februar 1943 im Elisabethenstift an Herzversagen. Er wurde auf dem Alten Friedhof begraben. Seit 2001 erinnert die Heinrich-Jobst-Treppe auf der Mathildenhöhe in Darmstadt an ihn.

## Werke (Auswahl)
- 1908: Relieftafel über dem Portal des Hochzeitsturms in Darmstadt
- 1908: „Der Gratulant“ (Privatsammlung)
- 1909: Triton-Brunnen vor der (ehemaligen) Landeshypothekenbank in Darmstadt
- 1909–1910: Beneke-Brunnen in Bad Nauheim
- 1910: Gartenhaus und Brunnen zum Wohnhaus von Friedrich Pützer in Darmstadt
- 1910: Wettbewerbsentwurf für ein Bismarck-Nationaldenkmal auf der Elisenhöhe bei Bingerbrück (nicht prämiert)[3]
- 1911–1913: Sprudelhof in Bad Nauheim:
  - Hauptsprudel (Großer Sprudel) mit Figuren
  - Ernst-Ludwig-Brunnen
  - Löwe im Sprudelhof (Schreitender Löwe)
  - Schmuckhof des Badehauses 2 mit Brunnen
  - Schmuckhof des Badehauses 7 mit Brunnen
- 1913: Liebig-Denkmal auf dem Luisenplatz in Darmstadt
- 1912: zwei Löwen und Fahnenmasten vor dem Hessischen Landesmuseum in Darmstadt
- 1914: Vier Putten über dem Balkon der Ehemalige Großherzogliche Landwirtschaftskammer in Darmstadt
- 1915: Ernst-Ludwig-Brunnen, später Ludo-Mayer-Brunnen, auf dem Schlossplatz an der Hochschule für Gestaltung Offenbach am Main (begonnen 1909?)
- 1928: Leibgardistendenkmal am Schloßgraben in Darmstadt